# Mackenzie Gray
Alexander Mackenzie Gray (Toronto, 22 novembre 1957) è un attore canadese con cittadinanza britannica.

## Filmografia parziale

### Cinema
- Shooter, regia di Antoine Fuqua (2007)
- ESP - Fenomeni paranormali (Grave Encounters), regia dei The Vicious Brothers (2011)
- L'uomo d'acciaio (Man of Steel), regia di Zack Snyder (2013)
- Festival of the Living Dead, regia di Jen e Sylvia Soska (2024)

### Televisione
- Il viaggio dell'unicorno (Voyage of the Unicorn) – miniserie TV (2001)
- Smallville – serie TV, 2 episodi (2006-2010)
- Le due verità di Kate (In Her Mother's Footsteps), regia di Farhad Mann – film TV (2006)
- Il mistero delle lettere perdute (Signed, Sealed, Delivered) – serie TV (2014)
- If There Be Thorns, regia di Nancy Savoca – film TV (2015)
- Supergirl – serie TV (2017)
- C'era una volta (Once Upon a Time) – serie TV (2017)
- Legion – serie TV, 7 episodi (2017)
- Se scappo mi sposo a Natale (Runaway Christmas Bride), regia di David DeCoteau - film TV (2017)

## Doppiatori italiani
Nelle versioni in italiano delle opere in cui ha recitato, Mackenzie Gray è stato doppiato da:
- Mirko Mazzanti in True Justice
- Enrico Pallini in The L Word
- Massimo Bitossi in Smallville (ep.5x15)
- Stefano De Sando in Smallville (ep. 10x01)
- Achille D'Aniello in Shooter
- Luca Graziani in Psych
- Luca Biagini ne L'uomo d'acciaio
- Antonio Sanna in Legion
- Pasquale Anselmo in ESP - Fenomeni paranormali
- Ambrogio Colombo in Ninjago: Masters of Spinjitzu
- Roberto Draghetti in Dirk Gently: Agenzia di investigazione olistica
- Oliviero Dinelli ne Le terrificanti avventure di Sabrina

Da doppiatore è stato sostituito da:
- Pietro Ubaldi in Barbie e il regno segreto